# 陳璠
陳璠（?—?），江蘇沛縣人，唐末五代宿州太守。
早年是卒徒，同徐州將領時溥友好，中和二年，與時溥率軍隊五千人赴河陰，發生兵變，大力搜括河陰縣回。官至宿州太守。陳璠因貪污被處死。臨刑前作《臨刑詩》：“積玉堆金官又崇，禍來倏忽變成空。五年榮貴今何在，不異南柯一夢中。”陳璠不識字，當時有人說是請鬼代作。